# المواقع (السبرة)

تعديل مصدري - تعديل

المواقع محلة تابعة لقرية الصوبان، التابعة لعزلة بلادالشعيبي السفلى بمديرية السبرة إحدى مديريات محافظة إب في الجمهورية اليمنية.، بلغ تعداد سكانها 81 حسب تعداد اليمن لعام 2004.